# Calverton (Maryland)
Calverton es un lugar designado por el censo ubicado entre el condado de Montgomery y el condado de Prince George, en el estado estadounidense de Maryland. En el año 2010 tenía una población de 17724 habitantes y una densidad poblacional de 1.452,79 personas por km².

## Geografía
Calverton se encuentra ubicado en las coordenadas 39°3′25″N 76°56′41″O / 39.05694, -76.94472.

## Demografía
Según la Oficina del Censo en 2000 los ingresos medios por hogar en la localidad eran de $63,990 y los ingresos medios por familia eran $72,958. Los hombres tenían unos ingresos medios de $44,425 frente a los $39,563 para las mujeres. La renta per cápita para la localidad era de $28,107. Alrededor del 4.0% de la población estaba por debajo del umbral de pobreza.